# 大秦線
大秦線（たいしんせん、中国語: 大秦铁路）は、中華人民共和国山西省大同市から北京、天津などを経由し河北省秦皇島市までを結ぶ貨物専用の電化路線。中国国鉄の貨物列車が走り、2004年以降は大秦鉄道会社（中国語: 大秦铁路股份有限公司）によって管理が行われている。

## 歴史
1986年から行われた第7次5ヶ年計画以降国民経済が発展した事で中国ではエネルギー需要が増加し、火力発電に用いられる石炭の需要も増大していた。また中国南部の港湾地区からの石炭輸出量についても1987年の段階で前年比36％と上昇していた。だが1980年代当時の中国国鉄の鉄道網では輸送力が十分ではなく、山西省で採掘された石炭の輸送ルートであった豊沙線の輸送総量は1987年の時点で限界に近い7,900万t、貨物列車だけでも6,500万tに達していた。そこで新たな石炭の輸送ルートとして建設が決定したのが大秦線である。
全長652kmの路線は2期に渡って建設され、第1期工事区間の大同 - 大石荘・秦皇島 - 秦皇島港間は中国側の資本によって建設が行われた一方、第2期工事区間の大石荘 - 秦皇島間については日本からの円借款により建設が行われた。当初は交流電化の単線として開業し、1996年以降に輸送力増強のため複線化が行われる予定であったが、石炭需要の急速な増加に対応するべく1990年に全路線を開業時から複線として開業する計画に改めた。これにより工期は1年遅れたものの、見積もりの見直しが実施された事により円借款で賄われた分の建設費用は当初の計画と比べて減少している。
第1期工事は1985年に着工、1988年に完成した。第2期工事も同年に着工し、1992年12月に全線が開通した。豊沙線など並行する既存の路線から石炭輸送列車の移行が行われた事もあり、2000年の時点での石炭輸送量は6,052万tとなり、1995年の2,000万tから3倍以上に上昇した。更に2002年の段階で1億34万tとなり輸送量が限界になった事で翌2003年には路線の改造・拡張工事を実施し、2004年には最大5両の電気機関車、216両の貨車を用いた積載量2万tの貨物列車の試験走行に成功した。また2014年4月2日には4両の電気機関車、320両の貨車を用いた積載量3万tの貨物列車の試験運転にも成功した事が発表されている。その後も需要の増加は続いており、2017年上半期の輸送量は累計2億4,638万tにも達している。
なお、1992年の開業時以降は旅客列車も運行していたが2004年4月17日をもって廃止され、以降は貨物専用路線となっている。

## 路線

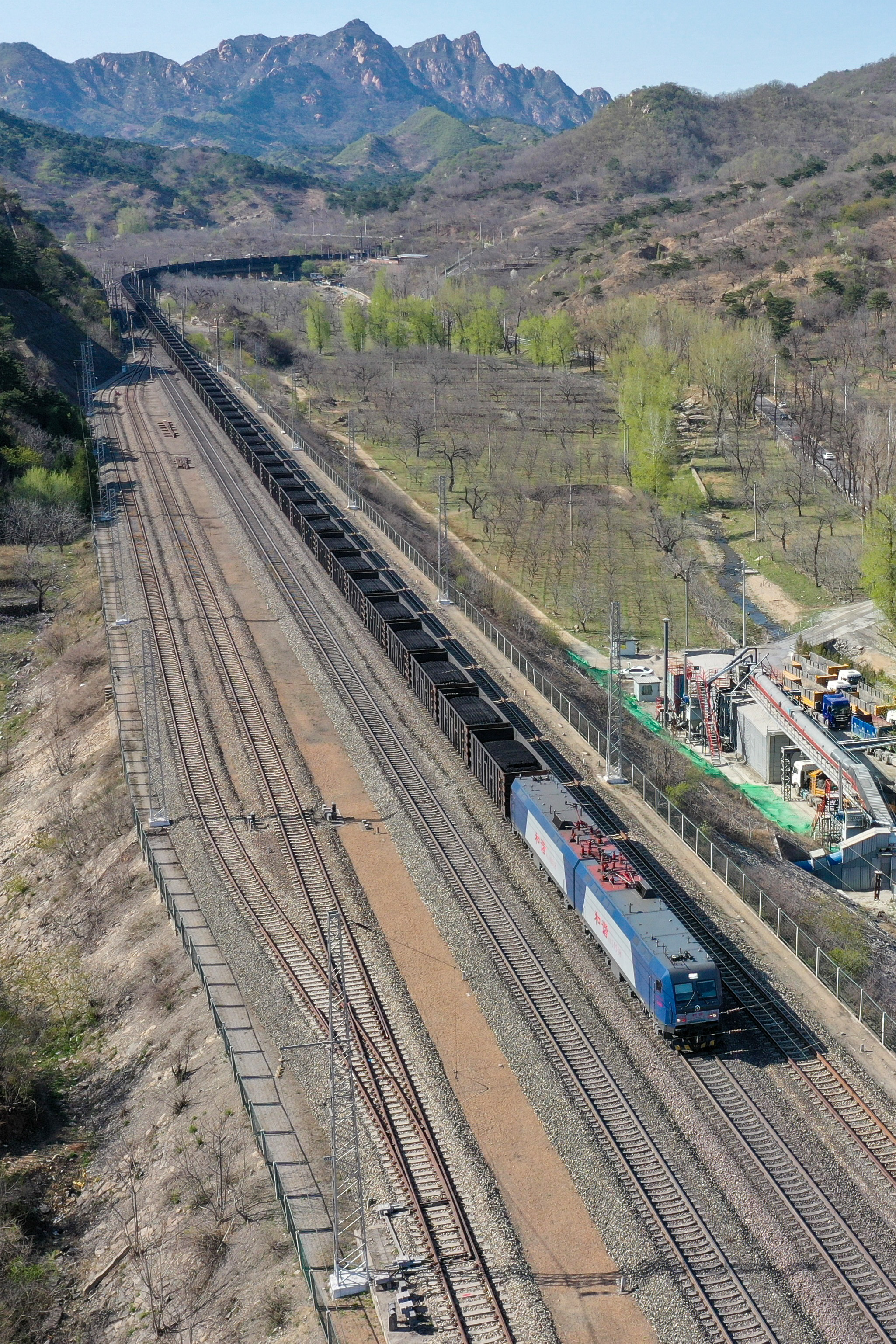
北京市の昌平区、延寿鎮の下庄駅西で、HXD1型機関車が石炭輸送の無蓋車を牽引し、東に向かって走行しています。

大同炭田を始め豊富な石炭が採掘される大同市と、中国最大のエネルギー輸出港である秦皇島港を擁する秦皇島市を結ぶ、全長652kmの路線。全線とも複線かつ交流電化路線となっており、計58箇所のトンネル、421箇所の橋梁が存在する。2011年時点で95本の貨物列車が走り、うち53本が積載量2万t級の列車である。
なお毎年春と秋にかけて通電を停める形での大規模メンテナンスが実施されており、春には25-30日、秋は15-20日間、毎日3時間の運休が行われる。

### 貨物列車
大量の石炭を輸送するために大秦線は長編成の貨物列車が運行しており、開業した時点で電気機関車1両・60t積貨車51両による総重量4,284t、石炭積載量3,060tの貨物列車が導入されていた。2004年以降導入されている積載量2万tの貨物列車は「電気機関車+貨車108両+電気機関車+貨車108両+電気機関車」という編成で電気機関車は最大5両まで増結され、列車の総延長は2.6kmにも達する。それぞれの機関車はアメリカ・GEが開発した無線操縦技術によって総括制御されており、最前部に連結された機関車によって一括して運転する事が出来る。

## 車両

### 電気機関車
2011年現在、大秦線では重量級長大貨物列車に対応した2車体永久連結式の韶山4G型（SS4G型）、和諧1型（HXD1型）、和諧2型（HXD2型）電気機関車が使用されている。
なお開業時には単機タイプの韶山3型が用いられていた他、海外の技術を用いて製造されたDJ1型電気機関車も一時期使用されていた。

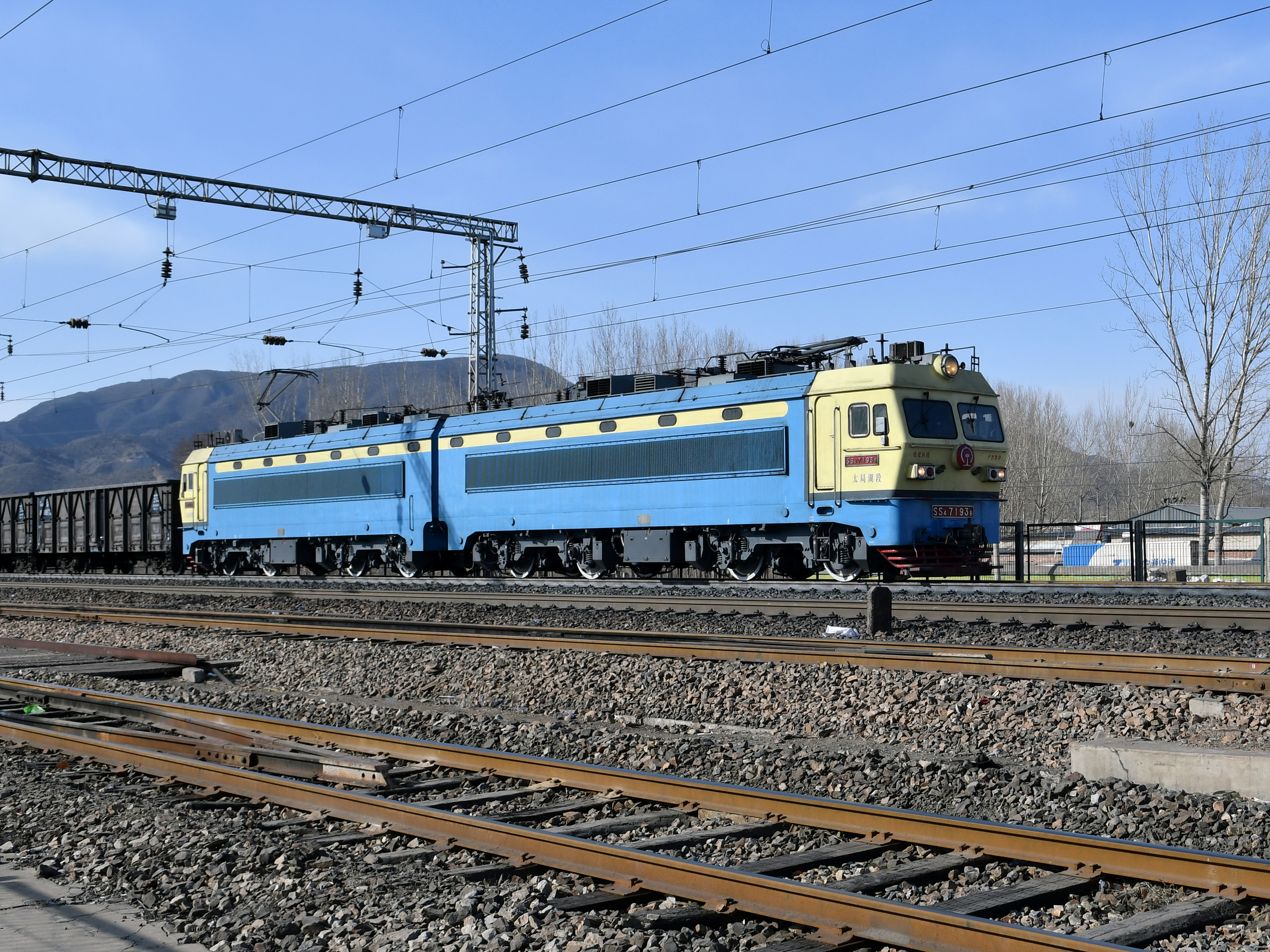
韶山4G型（SS4G型）
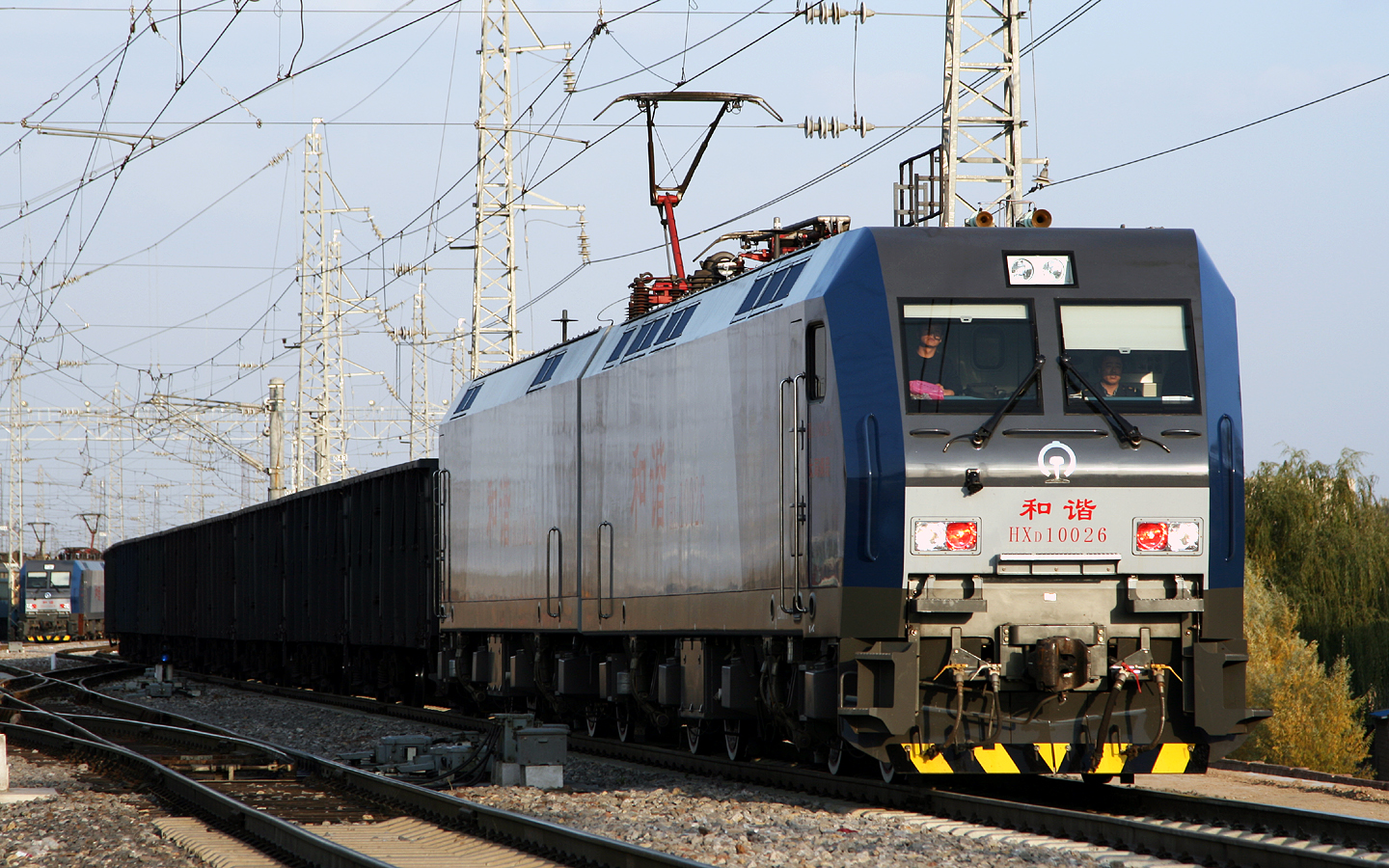
和諧1型（HXD1型）
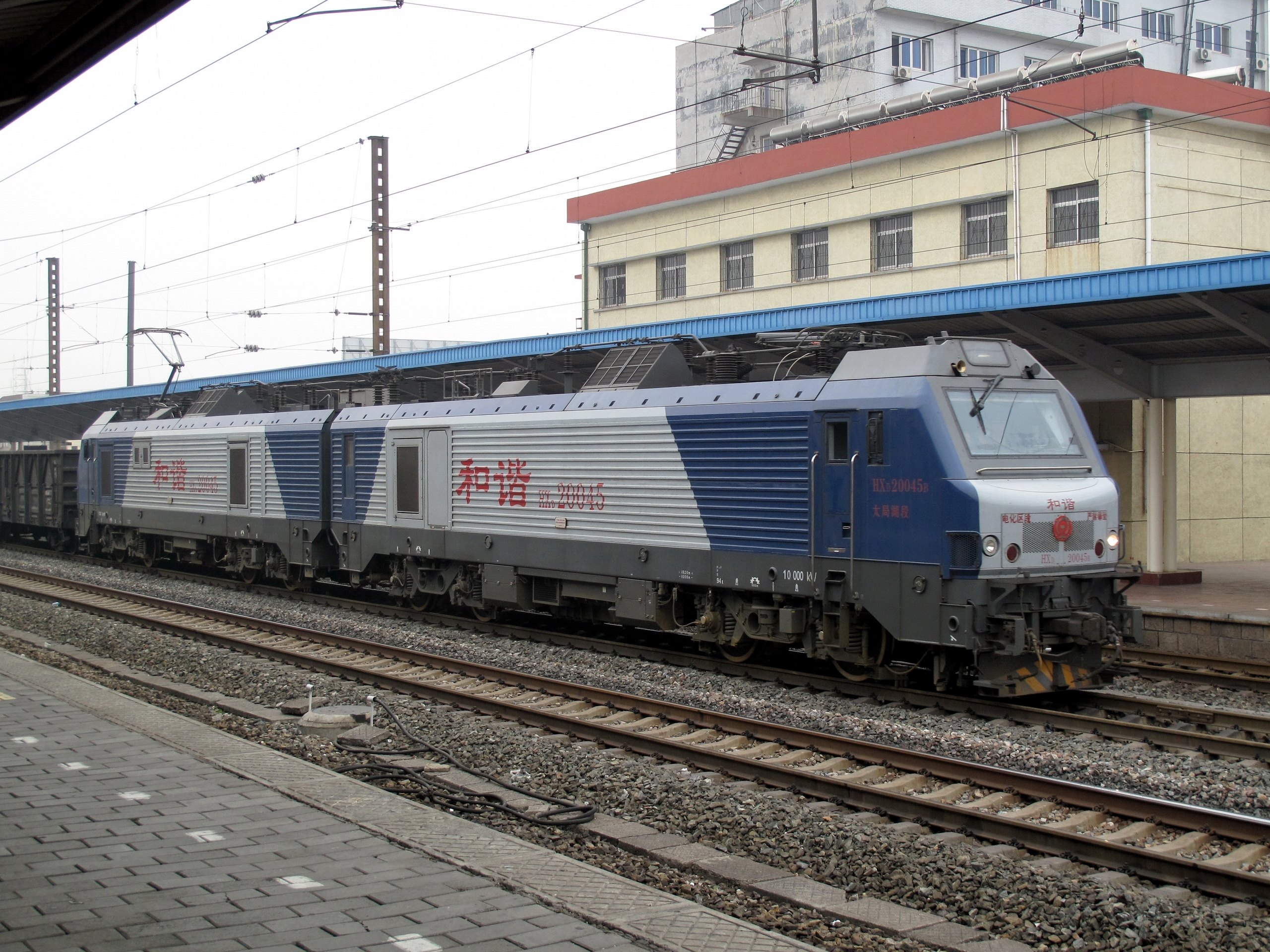
和諧2型（HXD2型）
韶山3型（SS3型）
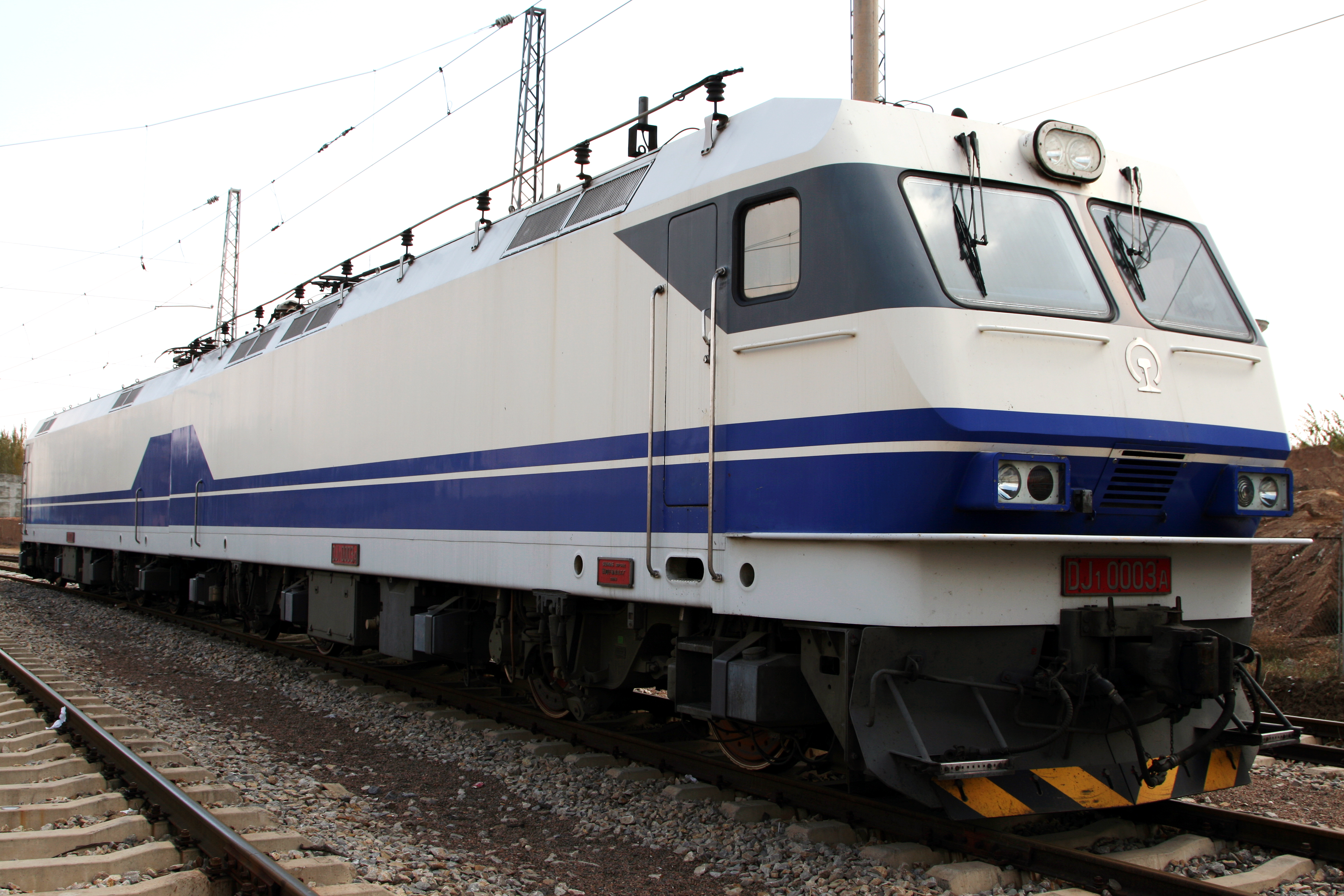
DJ1型

### 貨車
中国国鉄における石炭輸送には無蓋車かホッパー式石炭車が使用されており、うち大秦線には最大積載量63tのC63型、それ以上の積載量を持つC70型、C80型などの石炭車が導入されている。

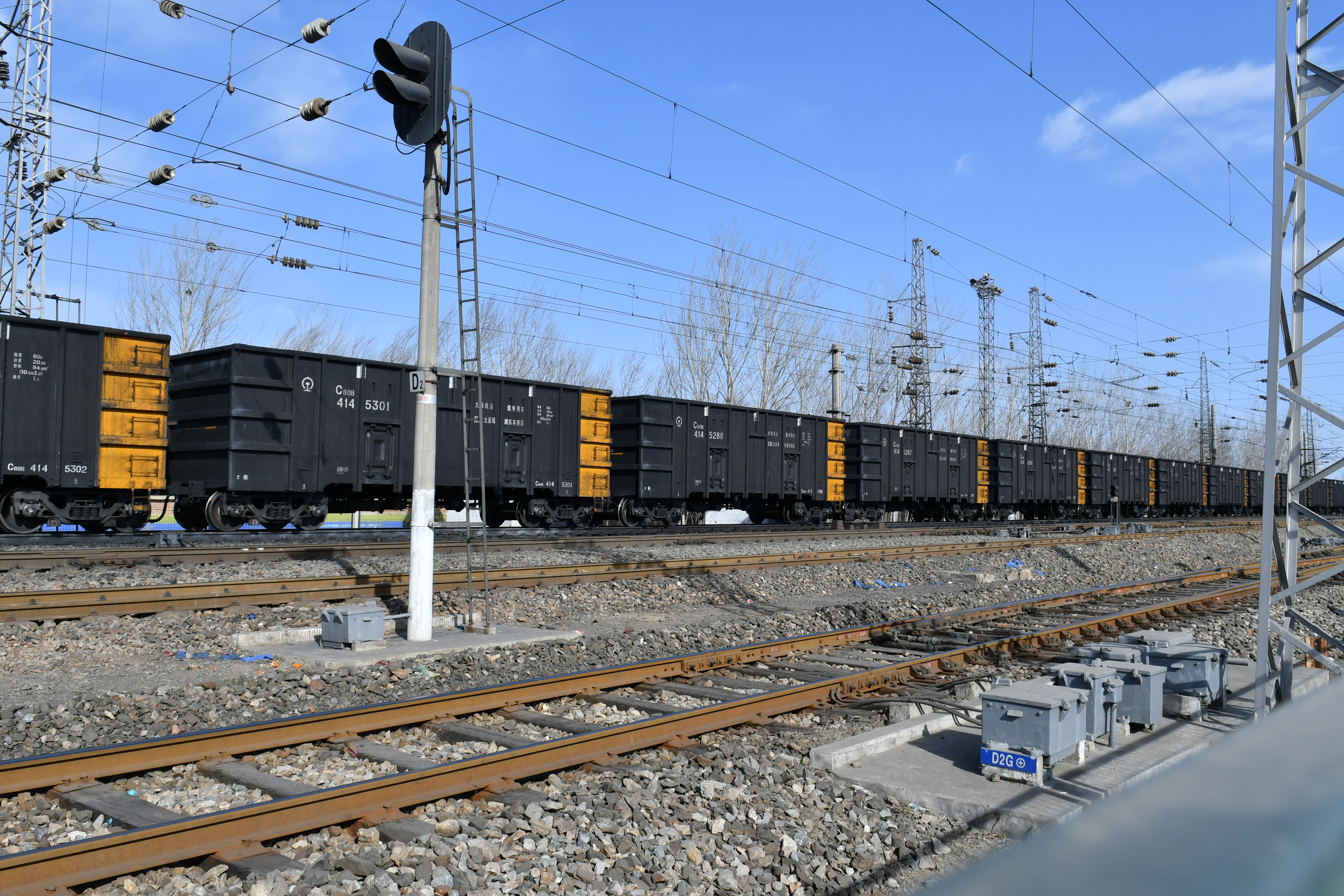
C80B型貨車

## 参考資料
- 阿部真之、岡田健太郎『中国鉄道大全 中国鉄道10万km徹底ガイド』旅行人、2011年10月。ISBN 978-4947702692。
- JICA (2002年10月). “大同・秦皇島間鉄道建設事業（１）（２）” (PDF). 2019年2月12日閲覧。
- 益山久男 (1997年4月). “中国における石炭の鉄道輸送の現状と展望” (PDF). doi:10.3775/jie.77.31. 2019年2月12日閲覧。